# لیبیدیتسه
لیبیدیتسه (به چکی: Libědice) یک منطقهٔ مسکونی در جمهوری چک است که در ناحیه خوموتوو واقع شده‌است. لیبیدیتسه ۱۱٫۰۳ کیلومتر مربع مساحت و ۱۹۲ نفر جمعیت دارد و ۲۵۵ متر بالاتر از سطح دریا واقع شده‌است.